# Diego Samuel Suárez
Diego Samuel Suárez Díaz (Salto, Uruguay, 23 de junio de 1992), más conocido como Diego Suárez (AFI: 'djeγo 'swareθ), es un futbolista uruguayo que juega de extremo en el Club Oriental de Football, de la Segunda División Profesional de Uruguay.

## Trayectoria

### Inicios
Diego Suárez nació el 23 de junio de 1992 en Salto. Comenzó desde niño a practicar el fútbol en las calles de su barrio y a esa edad le fue conocido como Dibu. Es el menor de sus hermanos, por lo que fue aconsejado por ellos para hacerse con una posición en el deporte, donde a su vez se inició en las formativas del Club Nacional de su país. Avanzó hasta la cuarta división escolar, pero debió abandonar la institución por situaciones personales. Luego de su salida, continuó realizando pruebas en diferentes equipos, entre ellos el Central Español, lugar en el que permaneció un año. Posteriormente intentó en el Club de Deportes La Serena de Chile; sin embargo, no superó el análisis y debió volver a Uruguay. De forma paralela trabajó en la panadería de sus padres, mientras encontraba la oportunidad de mostrarse en algún equipo. Con perseverancia, su representante le consiguió un cupo en Villa Teresa, para comenzar profesionalmente.

### C.A. Villa Teresa
El futbolista fue convocado por el entrenador Vito Beato, para afrontar la jornada 7 del Campeonato Uruguayo de Segunda División. El encuentro se desarrolló el 24 de noviembre de 2012 en el Estadio Parque Maracaná, donde su conjunto tuvo rival al Cerrito. En esa oportunidad, Suárez quedó en el banquillo y el marcador fue de victoria de 0-1, con gol de su compañero Diego Viña. El 1 de diciembre tuvo su debut oficial, ante el Deportivo Maldonado. El jugador emprendió desde la suplencia y debió esperar hasta el minuto 81' para ingresar por Nicolás Varela. La igualdad de 1-1 definió el compromiso. Al término de las 26 jornadas de competencia, su club obtuvo el penúltimo lugar de la tabla de posiciones con 22 puntos, siendo relegado a la serie de desempate por el ascenso. El 25 de junio de 2013 fue el partido de ida contra el Huracán, en el Estadio Méndez Piana. Diego quedó en el banquillo en la victoria de 0-3. Cuatro días después fue la vuelta en el Estadio Abraham Paladino, y las cifras de 2-1 favorecieron a su grupo para mantener la categoría. Suárez, en esta ocasión, vio acción por 15 minutos. 

### C.C.D. El Tanque Sisley
El 4 de julio de 2013, la dirigencia del club El Tanque Sisley anunció la incorporación de Suárez para la temporada 2013-14 del fútbol uruguayo. En la jornada inaugural del torneo, llevada a cabo el 17 de agosto, su equipo visitó el Estadio Parque Capurro para tener como rival al Fénix. El resultado fue de victoria 1-2. El jugador, al finalizar el año, quedó en condición de libre.

### C.S. Miramar Misiones
El 28 de enero de 2014 se confirmó la contratación del atacante con el Miramar Misiones, tras haber aprobado las pruebas físicas. Sin embargo, no llegó a participar en la segunda mitad de la temporada y su equipo terminó descendiendo.

### Huracán F.C.
A mediados de 2014 fue fichado por el Huracán F.C. de la Segunda División. No formó parte de la primera jornada del Campeonato Uruguayo, el 14 de septiembre, en la victoria de 2-3 sobre el Cerro Largo. Su debut debió esperar hasta el 3 de diciembre, para participar 41 minutos en el empate ante el Deportivo Maldonado. En toda la temporada tuvo seis participaciones y anotó un gol el 31 de marzo de 2015. Su equipo terminó en el octavo puesto con 41 puntos.
Para el Campeonato 2015-16, el jugador no fue convocado para ningún partido de la primera mitad de la temporada. Durante los primeros días del año 2016, Suárez se mantuvo entrenando con el Isidro Metapán de la Primera División de El Salvador, para lograr un posible vínculo, pero no pasó la prueba.

### Club Oriental
A partir de la segunda vuelta de la temporada, Diego firmó con el Club Oriental, igualmente en la Segunda División. Debutó en la segunda fecha del 12 de marzo, teniendo 55 minutos de participación en la derrota de 2-0 frente a Cerro Largo. En total contabilizó cinco apariciones, y su conjunto no logró ubicarse en la zona de ascenso.

## Clubes
| Club                    | País    | Año               |
| ----------------------- | ------- | ----------------- |
| C.A. Villa Teresa       | Uruguay | 2012 - 2013       |
| C.C.D. El Tanque Sisley | Uruguay | 2013              |
| C.S. Miramar Misiones   | Uruguay | 2014              |
| Huracán F.C.            | Uruguay | 2014 - 2016       |
| Club Oriental           | Uruguay | 2016 - Actualidad |

## Vida personal
Tiene seis hermanos, de los cuales cuatro son futbolistas profesionales: el mayor, Rodolfo Paolo Suárez, nacionalizado y naturalizado salvadoreño; Sergio Maximiliano Suárez juega en Universidad O&M FC de la Liga Dominicana de Fútbol, mientras que Luis Suárez pertenece al Inter Miami.